# Karl Oettinger (Kunsthistoriker)
Karl Norbert Julius Oettinger auch Öttinger (* 4. März 1906 in Wien; † 8. Mai 1979 in Peschiera del Garda, Verona) war ein österreichischer Kunsthistoriker.

## Leben
Ab 1924 studierte Karl Oettinger Klassische Archäologie, Germanistik und Kunstgeschichte bei Adolph Goldschmidt in Berlin sowie Julius von Schlosser und Karl Maria Swoboda in Wien. 1928 wurde er mit einer Dissertation über altböhmische Malerei an der Universität Wien zum Dr. phil. promoviert. 1930 trat er ins Österreichische Museum für Angewandte Kunst ein. Nebenbei erarbeitete er ab 1934 Künstlerbiographien für das Allgemeines Lexikon der Bildenden Künstler von der Antike bis zur Gegenwart. 1936 habilitierte sich Oettinger und lehrte ab 1942 als außerordentlicher Professor an der Universität Wien. Nach Kriegsende wurde ihm als Mitglied der NSDAP allerdings die Venia legendi entzogen. Oettinger war hauptsächlich als Mediävist tätig und befasste sich intensiv mit der frühen Geschichte Wiens. Methodologisch war er zunächst vor allem Stilkritiker, orientierte sich aber später stärker an den historischen Grundlagen des Stilwandels. Ab 1954 lehrte er an der Universität Erlangen.

## Veröffentlichungen (Auswahl)
- Altdeutsche Bildschnitzer der Ostmark. Schroll, Wien 1939.
- Das Wienerische in der Bildenden Kunst. Müller, Salzburg 1948.
- Das Taufwerk von St. Stephan in Wien. Berglandverlag, Wien 1949.
- Das Werden Wiens. Bauer, Wien 1951.
- Laube, Garten und Wald. Zu einer Theorie der süddeutschen Sakralkunst 1470–1520. In: Festschrift für Hans Sedlmayer. München 1962, S. 201–228.